# Allan Travers
Aloysius Joseph „Allan“ Travers (* 7. Mai 1892 in Philadelphia, Pennsylvania; † 19. April 1968 ebenda) war ein US-amerikanischer Baseballspieler der Detroit Tigers in der Major League Baseball. Der 1,82 Meter große Travers spielte die Position des Pitchers und bestritt exakt ein Spiel für die Tigers, in dem er diverse bis heute gültige Negativrekorde aufstellte.

## Karriere
Am 15. Mai 1912 bestritten die Detroit Tigers von Superstar Ty Cobb ein Saisonspiel gegen die New York Highlanders, bei dem Cobb einen Zuschauer tätlich angriff. American-League-Boss Ban Johnson war entsetzt über Cobbs Verhalten und sperrte ihn auf unbestimmte Zeit, woraufhin aus Solidarität 16 Tigers-Spieler das nächste Match gegen die Philadelphia Athletics boykottierten. Da Tigers-Coach Hughie Jennings nicht mehr genügend Spieler hatte, wollte er das Spiel absagen lassen. Johnson drohte hierfür mit drakonischen Strafen: 5000 Dollar Konventionalstrafe plus 100 Dollar pro streikendem Spieler pro Spieltag. Jennings suchte hastig in Philadelphia nach Amateur-Baseballspielern, denen er Ein-Spieltags-Verträge über 25 Dollar als Detroit Tiger anbot. Travers, der in der Highschool gepitcht hatte, wurde so mit sieben weiteren Amateuren rekrutiert. Als Pitcher und somit wichtigster Spieler eines Baseballteams bekam er 50 Dollar anstelle der 25.
Am 18. Mai 1912 fand das Heimspiel der Athletics gegen die Tigers statt. Die Athletics dachten gar nicht daran, die ersatzgeschwächten Tigers zu schonen: vor 20.000 Zuschauern demontierten sie Detroit mit 24:2 Punkten, wobei Travers acht Innings lang pitchte. Travers’ Wurfrepertoire bestand aus einem bis zum 4. Inning überraschend effektiven Curveball und einem Fastball, den er aber aus Angst vor Home Runs kaum zu werfen wagte. Trotzdem stand es nach vier Innings lediglich 6:2, bis die Athletics zu bunten anfingen und so 18 Punkte machten. Die unerfahrene Tigers-Defense hatte nicht nur Schwierigkeiten, die Bälle zu fangen, sondern sie auch korrekt zur Base zurückzuwerfen. Besonders bei den Bunt-Schlägen in der zweiten Spielhälfte waren sie zu langsam. Für den bedauernswerten Werfer notierten die Chronisten folgende Zahlen:
- 24 Runs gegen sich (ewiger American-League-Rekord)
  - davon 14 Earned Runs (ewiger MLB-Rekord)
- 26 Hits gegen sich (ewiger American-League-Rekord)
- 7 Walks zugelassen
- Earned Run Average von 15.75
- dreimal at-bat, kein Hit

Die Demontage war für alle Beteiligten hochgradig peinlich. Für Travers hatte die Sache noch ein bitteres Ende, da sein Bild in Detroiter (und natürlich Ty-Cobb-freundlichen) Zeitungen unter der Schlagzeile „Streikbrecher“ erschien. Die Tigers gaben nach und beendeten ihren Streik, so dass sich die Geldbußen von Ban Johnson im Rahmen hielten. Travers spielte nie wieder in der MLB.
Travers sprach lange Zeit nicht über dieses Spiel, doch unter Tigers-Fans ist er weniger als Lachnummer, sondern eher als widerwilliger Held bekannt, der die Tigers vor dem potentiellen Bankrott bewahrte (Man who saved the Detroit franchise).

## Privatleben
Travers wurde 1926 zu einem katholischen Priester („Reverend“) geweiht, war später Lehrer an der St. Francis Xavier High School und Dekan an der St. Joseph's College und lehrte die letzten 25 Jahre seines Lebens Spanisch und Religion. Er ist bis heute der einzige Geistliche, der jemals ein MLB-Spiel bestritten hat.